# کارل بایکر
کارل بایکر (انگلیسی: Carl Byker) فیلم‌نامه‌نویس، کارگردان تلویزیونی، تهیه‌کننده تلویزیونی و کارگردان فیلم اهل ایالات متحده آمریکا است.
از فیلم‌ها یا مجموعه‌های تلویزیونی که وی در آن‌ها نقش داشته‌است، می‌توان به قلمرو داود: حماسه بنی‌اسرائیل اشاره نمود.
وی همچنین برندهٔ جوایزی همچون جایزهٔ امی و جایزه پیبادی شده‌است.